# Cercosaura hypnoides
Espèce
Cercosaura hypnoides est une espèce de sauriens de la famille des Gymnophthalmidae.

## Répartition
Cette espèce est endémique du département de Meta en Colombie.

## Publication originale
- Doan & Lamar, 2012 : A new montane species of Cercosaura (Squamata: Gymnophthalmidae) from Colombia, with notes on the distribution of the genus. Zootaxa, no 3565, p. 44–54.